# Jerry M. Linenger
Jerry Michael Linenger (* 16. Januar 1955 in Mount Clemens, Michigan, USA) ist ein US-amerikanischer Astronaut.
Linenger studierte zunächst Biowissenschaften an der US-Marineakademie, erhielt 1977 einen Bachelor, und wechselte dann an die Wayne State University. Dort studierte er Humanmedizin und promovierte 1981. Danach war er Flugarzt auf den Philippinen und medizinischer Berater des Kommandanten der Pazifikflotte, bevor er sich wieder an Hochschulen einschrieb. 1988 verlieh ihm die University of Southern California einen Master in Systems Management. Anschließend spezialisierte er an der University of North Carolina sein medizinisches Fachwissen. Nach einem Abschluss 1989 als Master in Gesundheitspolitik bekam er im selben Jahr eine Promotion in Epidemiologie.

## Astronautentätigkeit
Linenger wurde 1992 von der NASA mit der 14. Astronautengruppe als einer von 15 Missionsspezialisten ausgewählt. Die Grundausbildung begann im Sommer 1992 und war nach einem Jahr abgeschlossen.

### STS-64
Seinen ersten Flug unternahm Linenger im September 1994 mit dem Space-Shuttle Discovery. Im Rahmen von STS-64 wurden das laseroptische Radarsystem LITE getestet. Eine weitere Aufgabe war das Aussetzen und Bergen des astronomischen Forschungssatelliten SPARTAN-201, einem frei fliegendem Satelliten zur Erforschung des Sonnenwindes und der Sonnenkorona. Nach elf Tagen im Weltraum landete er am 20. September 1994 auf der Edwards Air Force Base in Kalifornien.

### Einsatz auf der Mir
Während seines zweiten Einsatzes war Linenger für 132 Tage zu Gast auf der russischen Raumstation Mir, zum damaligen Zeitpunkt Rekord für einen amerikanischen Astronauten. Er hatte die Gelegenheit, in einem russischen Raumschiff zu fliegen, als am 7. Februar 1997 Sojus TM-24 von einem Kopplungsstutzen der Mir zu einem anderen umgesetzt wurde. Darüber hinaus war er der erste amerikanische Astronaut, der einen russischen Kosmonautenanzug bei einem Außeneinsatz im Weltall trug.
Er beendete seine Karriere als Astronaut 1998 nach seiner erfolgreichen Mission in der Raumstation Mir.